# Werner Sinapius
Werner Sinapius (früher Lehmann-Sinapius, * 1928 in Bonn; † 2022) war ein deutscher Maler. Er war Mitbegründer der Künstlervereinigung „Landhaus Gruppe Köln“, deren sämtliche Werke 1991 auf Anfrage dem Kölner Stadtarchiv zur Verfügung gestellt wurden.

## Leben
Werner Sinapius besuchte die Hochschule für bildende Künste Hamburg und studierte von 1949 bis 1951 freie Malerei bei Ivo Hauptmann und Willi Breest. Von 1951 bis 1954 besuchte er die Staatliche Akademie der Bildenden Künste Stuttgart und studierte Malerei bei Hermann Sohn und Willi Baumeister. Außerdem studierte Werner Sinapius 1954/1955 Geschichte an der Universität Freiburg.
Ab 1956 widmete sich Werner Sinapius der Malerei und präsentierte seine Bilder in Gruppen- und Einzelausstellungen, darunter bei den Düsseldorfer Winterausstellungen (juriert) und den Ausstellungen des Bundesverbandes Bildender Künstlerinnen und Künstler (BBK).
Schwerpunkt seiner Arbeit war die Landschaftsmalerei. Anlässlich einer Einzelausstellung im Rheinischen Museumsamt (Abtei Brauweiler) im April 1991 wies Dr. Alfons W. Biermann, der Direktor des Rheinischen Archiv- und Museumsamtes, darauf hin, dass Werner Sinapius für die moderne Umsetzung von Landschaft in der Malerei bestimmend sei.
Ein weiterer Schwerpunkt seiner Arbeit ist der Holzschnitt. Die expressiven, stark farbigen Werke des Künstlers sind auf den ersten Blick nicht als gegenständliche Darstellungen zu erkennen. Sie erscheinen weitgehend abstrakt, dynamische Elemente und Strukturen ähneln sich. Bei näherem Hinsehen sind Landschaften oder Häuser erkennbar – so auch auf zwölf Graphiken, die 2010 im Präsidialamt der Saar-Uni ausgestellt sind und welche in den Jahren 1976 bis 2005 entstanden und aus dem privaten Archiv des Künstlers stammen.
Zusammen mit seiner Frau, der Malerin und Lyrikerin Hilde Sinapius, hatte er Ateliers in Königsdorf bei Köln, im Wallis/Schweiz, im County Mayo/Irland und in Schloss Lekow/Polen. Das in Königsdorf speziell als Atelierhaus von Joachim Schürmann entworfene Gebäude ist im Buch Schürmann – Entwürfe und Bauten zu sehen.

## Ausstellungen (Auswahl)
- 1956–1990, Teilnahme an sämtlichen Ausstellungen des BBK
- 1971–1990 Teilnahme an sämtlichen Ausstellungen der Landhaus Gruppe Köln
- 6. Dezember 1959–3. Januar 1960, Düsseldorf, Kunstpalast, Winterausstellung 1959 (jurierte Ausstellung)
- 17.–29. Mai 1977, Rheinisches Museumsamt in der Abtei Brauweiler, Werner und Hilde Sinapius mit Regine Schirmer
- 14.–22. Mai 1977, Essen, Landesebene: Essen-Gruga-Halle 6, 1 Exponat
- 1. Mai–6. Juni 1979, Frechen, Glashaus, Kulturamt Frechen
- 1.–13. November 1987, Overath, Bürgerhaus,
- 6. Mai–3. Juni 1988, Köln Rathaus,
- 19.–20. August 1989, Rheinisches Museumsamt in der Abtei Brauweiler, Künstler Markt
- 18. April–20. Mai 1991, Rheinisches Museumsamt in der Abtei Brauweiler, Landschaftsverband Rheinland, Einzelausstellung
- 17. Oktober–15. November 1992, Königswinter, Haus Schlesien, Einzelausstellung,
- 2. Juli–30. Juli 1995, Frechen, Staatsaal Frechen, Retrospektive 30 Jahre Künstler im Kunstverein Frechen e.V.,
- 20. und 23./24. September 1995, Rheinisches Museumsamt in der Abtei Brauweiler,
- 10. November–3. Dezember 1996, Bergheim, Kreishausgalerie Bergheim